# Ellen DeGeneres
Ellen DeGeneres (født 26. januar 1958) er en amerikansk komiker, tv-vært, skuespiller, forfatter, producent og LGBT-aktivist. DeGeneres spillede hovedrollen i den populære sitcom Ellen fra 1994 til 1998, og har været vært på talkshowet The Ellen DeGeneres Show fra 2003 indtil 2022.
Hendes stand-up-karriere begyndte i de tidligere 1980'ere, og hun optrådte bl.a. i The Tonight Show i 1986. Som filmskuespiller har DeGeneres spillet med i bl.a. Mr. Wrong (1996), EDtv (1999) og The Love Letter (1999), og lagt stemme til Dory i Pixar animationsfilmen Find Nemo (2003) og Find Dory (2016) . Hun vandt prisen for bedste birolle til The Saturn Awards for sin rolle i Find Nemo - det var første gang prisen blev givet for en stemmepræstation. I 2010 var hun vært på American Idols niende sæson.
Hun har medvirket i to sitcoms, først Ellen fra 1994 til 1998 og siden The Ellen Show fra 2001 til 2002. I løbet af fjerde sæson af Ellen i 1997 sprang hun ud som lesbisk som gæst i The Oprah Winfrey Show. Hendes karakter, Ellen Morgan, sprang også ud overfor sin terapeut spillet af Winfrey, og serien udforskede herefter forskelige LGBT-emner, herunder udspringsprocessen. Ellen DeGeneres blev dermed den første åbent lesbiske skuespiller der spillede en åbent lesbisk karakter på amerikansk fjernsyn. I 2008 blev hun gift med sin kæreste Portia de Rossi.
DeGeneres har været ved på Emmy-, Oscar- og Grammy-uddelingerne. Hun har skrevet fire bøger og grundlagt sit eget pladselskab og sit eget produktionsselskab. Hun har vundet 30 Emmyer, 20 People's Choice Awards (flere end nogen anden person) , og en række andre priser for hendes arbejde og velgørenhed. I 2016 modtog hun Presidential Medal of Freedom af præsident Barack Obama.

## Filmografi
- Arduous Moon (1990)
- Wisecracks (1991)
- Coneheads (1993)
- Trevor (1994)
- Ellen's Energy Adventure (1996)
- Mr. Wong
- Goodbye Lover (1998)
- Dr. Dolittle (1998) (voice)
- EDtv (1999)
- The Love Letter (1999)
- If These Walls Could Talk 2 (2000)
- Pauly Shore Is Dead (2003)
- Find Nemo (2003)
- My Short Film (2004)
- Find Dory (2016)